# N715 (België)
De N715 is een gewestweg in de Belgische provincie Limburg. Deze weg vormt de verbinding tussen Houthalen en Lommel. Net als de N74 is ook de N715 een noord-zuidverbinding, beide wegen lopen grotendeels parallel, tussen de afrit van de E314 en de splitsing met de N74 overlappen deze N-wegen
De totale lengte van de N715 bedraagt ongeveer 29 kilometer.

## Geschiedenis
De N715 werd aangelegd in de achttiende eeuw als een steenweg van Hasselt naar 's-Hertogenbosch.
Aan het einde van de jaren 60 werd de Grote Baan op het grondgebied van de toenmalige gemeente Houthalen volledig heraangelegd. De vernieuwde weg werd in 1971 in gebruik genomen. In hetzelfde jaar werden de plannen voor de A24 bekendgemaakt, de snelweg die de N715 grotendeels zou moeten vervangen. Deze autosnelweg, in 1977 gedegradeerd tot expresweg maar toch aangelegd als snelweg, werd in de periode 1981-2005 geleidelijk opengesteld. De keuze tussen een tracé door/onder Houthalen-Helchteren op het tracé van de N715 of een omleidingstracé werd pas in 2008 gemaakt in het voordeel van de westelijke omleiding rond Houthalen en Helchteren. Dit werd nadien herzien, en in oktober 2021 werd uiteindelijk beslist dat de N715 in Houthalen het bestaande tracé zou blijven volgen, en deels zou ondertunneld worden.

## Plaatsen langs de N715
- Houthalen
- Helchteren
- Hechtel
- Lommel

## N715a en N715b
De N715a en N715b zijn samen een verbindingsweg door de plaats Zonhoven heen. De routes hebben een lengte van respectievelijk 2,8 en 1 kilometer. De N715a sluit aan de noordkant aan op de kruising met de N715 en N74 nabij de toerit naar de A2 toe. De N715b sluit aan de zuidkant aan op de N74. De routes gaan over de Houthalenseweg, Dorpstraat en Heuvenstraat (allen N715a); Heuveneindeweg (N715b).